# Kévin Reza
Kévin Reza (ur. 18 maja 1988 w Wersalu) – francuski kolarz szosowy.

## Najważniejsze osiągnięcia
2008
- 1. miejsce na 2. etapie Vuelta Madrid U-23

2009
- 1. miejsce na 1., 5. i 8. etapie Tour de la Martinique
- 2. miejsce w Circuit du Mené
- 3. miejsce w Les Boucles de la Loire

2010
- 1. miejsce w Les Boucles de la Loire

2014
- 3. miejsce w mistrzostwach Francji (start wspólny)
- 6. miejsce w Classic Loire Atlantique

2015
- 4. miejsce w Classic Sud-Ardèche

2017
- 3. miejsce w Paryż-Camembert

2018
- 4. miejsce w Paryż-Chauny

2019
- 6. miejsce w Classic Loire Atlantique